# Nertobriga abbreviata
Nertobriga abbreviata är en fjärilsart som beskrevs av Walker 1862. Nertobriga abbreviata ingår i släktet Nertobriga och familjen trågspinnare. Inga underarter finns listade i Catalogue of Life.